# Mien Schopman-Klaver
Mien Schopman-Klaver (Amszterdam, 1911. február 26. – Leiden, 2018. július 10.) holland atléta, rövidtávfutó.

## Pályafutása
Az 1932-es Los Angeles-i olimpián a holland 4 × 100 méteres váltó (Jo Dalmolen, Cor Aalten, Bepp du Mée és Tollien Schuurman) tartaléktagja volt.

## Egyéni csúcsai
- 100 m: 12.7 (Amszterdam, 1931. augusztus)
- távolugrás: 502 cm
- magasugrás: 145 cm